# Anniversar von Uster
Das Anniversar von Uster ist ein Jahrzeitbuch der Gemeinde Uster, Kanton Zürich, Schweiz. Es entstand zwischen 1469 und 1473. Zugeschrieben wird es Felix Kaltschmidt, einem Geistlichen. Auf 58 Blatt sind etwa 60 Vollwappen gezeichnet. Sie zeigen Wappen der Familien Landenberg-Greifensee und Bonstetten. Weiter sind Bürgerwappen, Bauernwappen und Wappen von angeheirateten Frauen der vorgenannten Familien dargestellt.